# 浅井光昭
浅井 光昭(あさい みつあき、1941年1月1日 - ）は、日本の経営者。住友ゴム工業社長を務めた。愛媛県出身。

## 経歴
1965年に東京大学経済学部を卒業し、同年に住友ゴム工業に入社。1991年3月に取締役に就任し、1994年3月に常務を経て、1998年3月に専務に就任。1999年3月には社長に昇格。2005年3月に会長に就任。2011年3月に相談役に就任。2011年11月に旭日中綬章を受章。